# Carpoxylinae
Carpoxylinae, es una subtribu de plantas con flores perteneciente a la familia de las palmeras (Arecaceae).
Comprende los siguientes géneros:

## Géneros
- Carpoxylon H. Wendl. & Drude
- Neoveitchia Becc.
- Satakentia H. E. Moore